# Missões diplomáticas da Chéquia

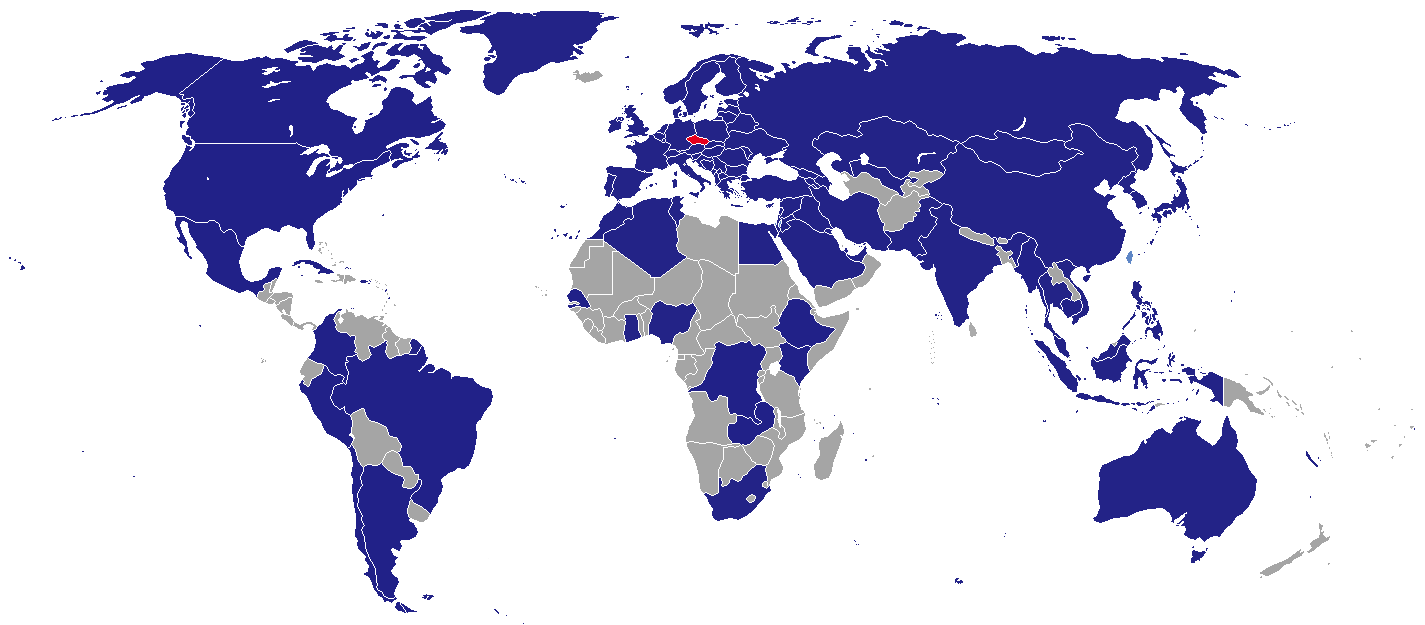
Mapa das missões diplomáticas da Chéquia

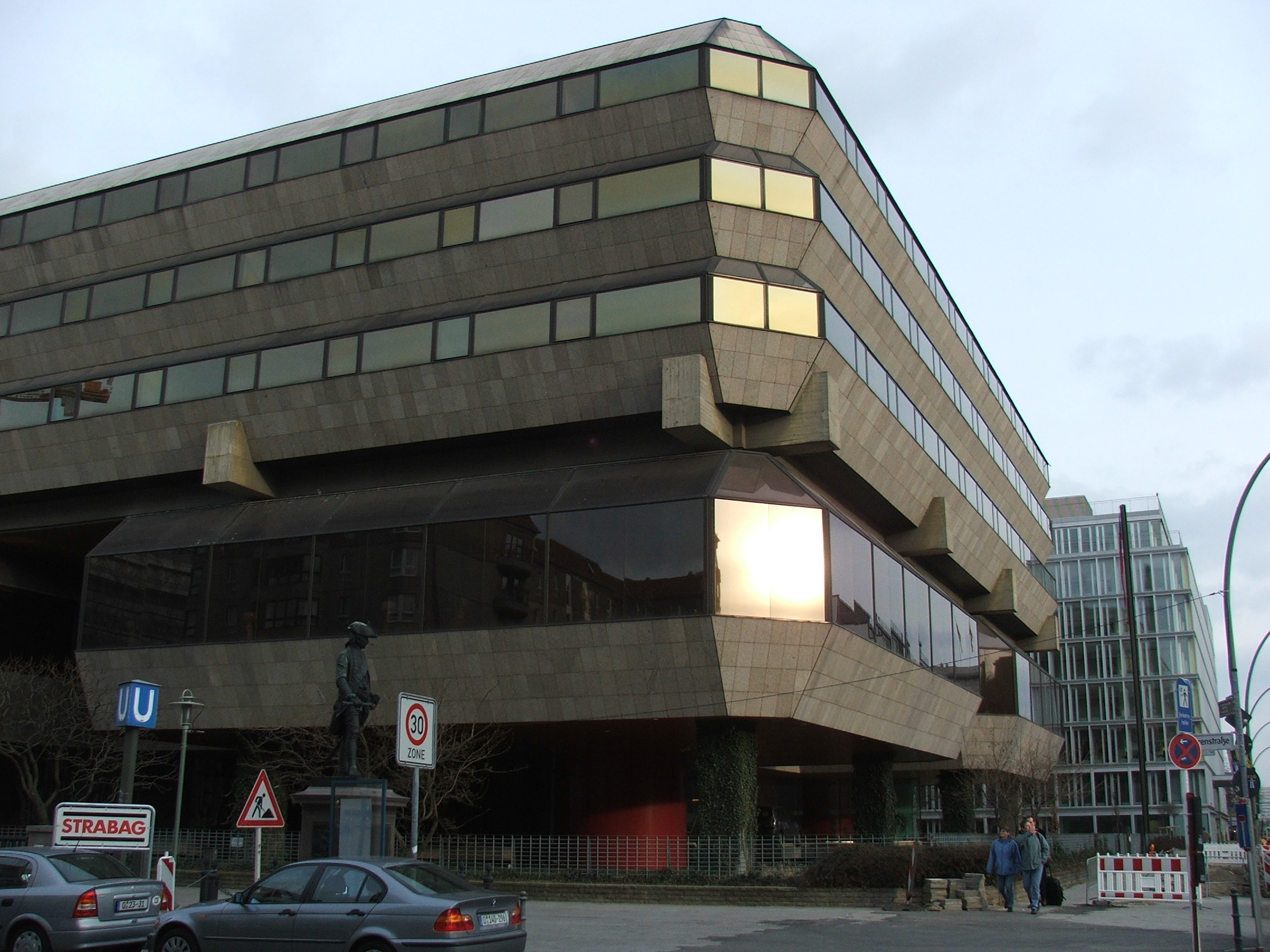
Embaixada da Chéquia em Berlim

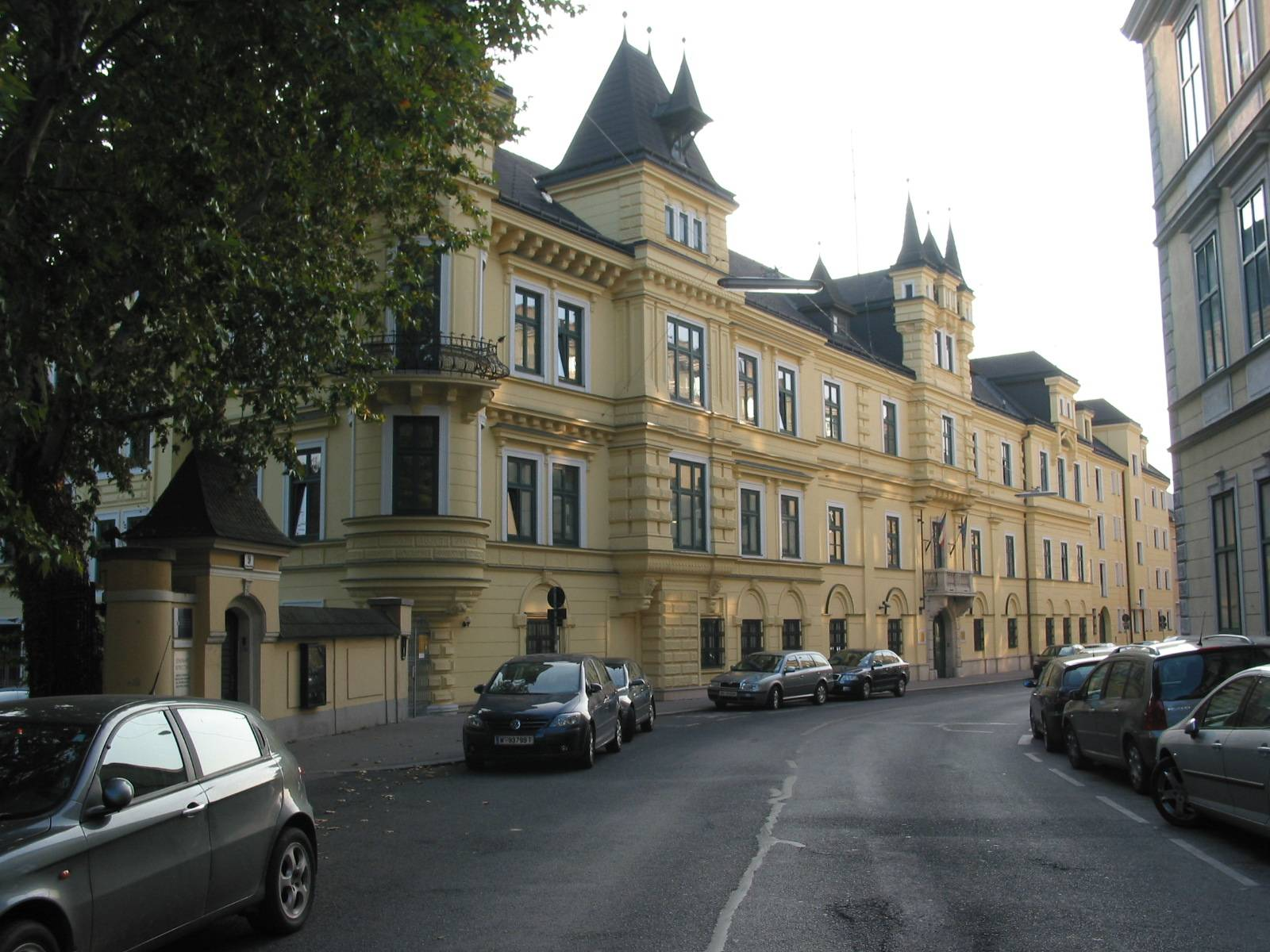
Embaixada da Chéquia em Viena

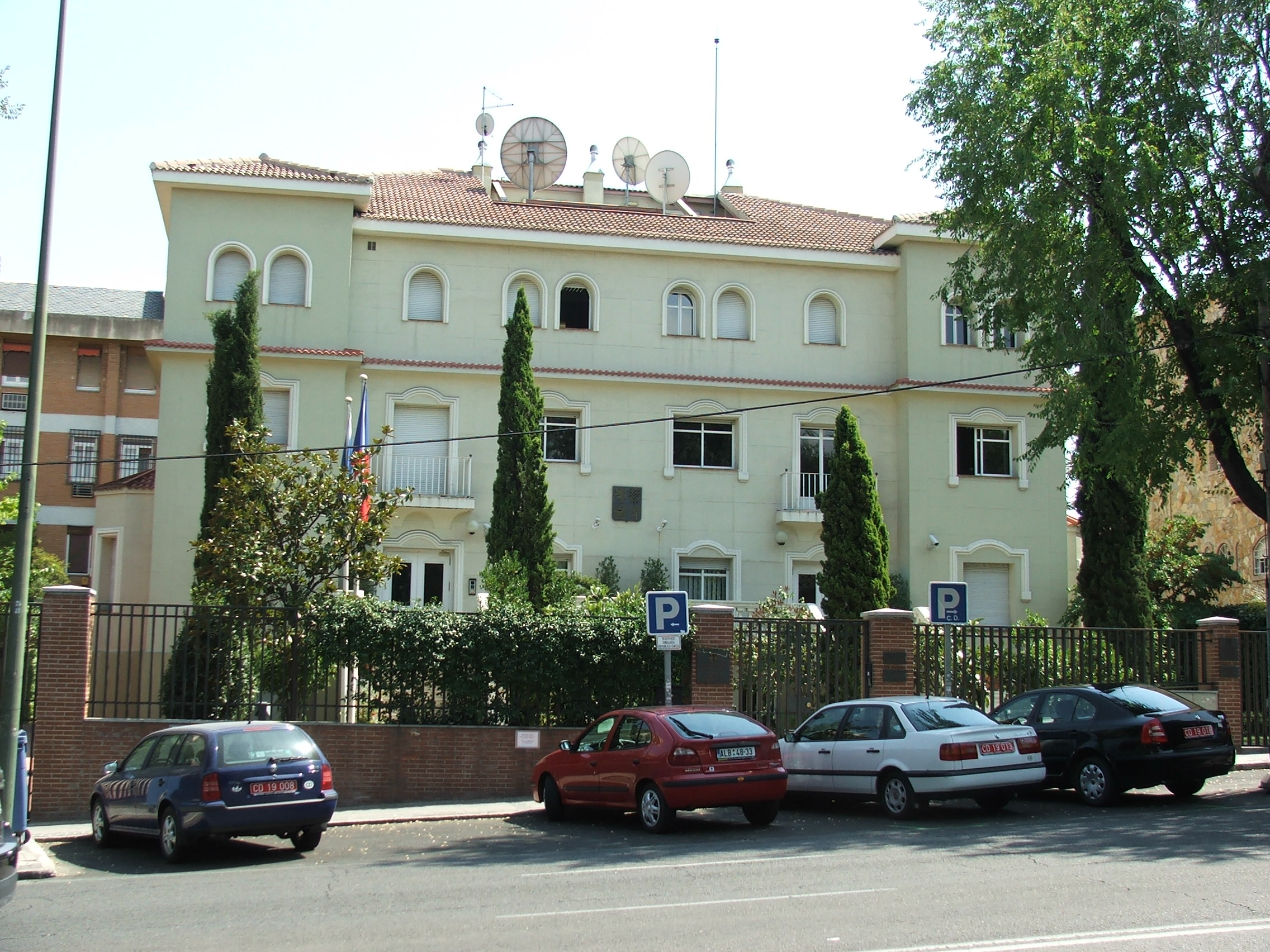
Embaixada da Chéquia em Madrid

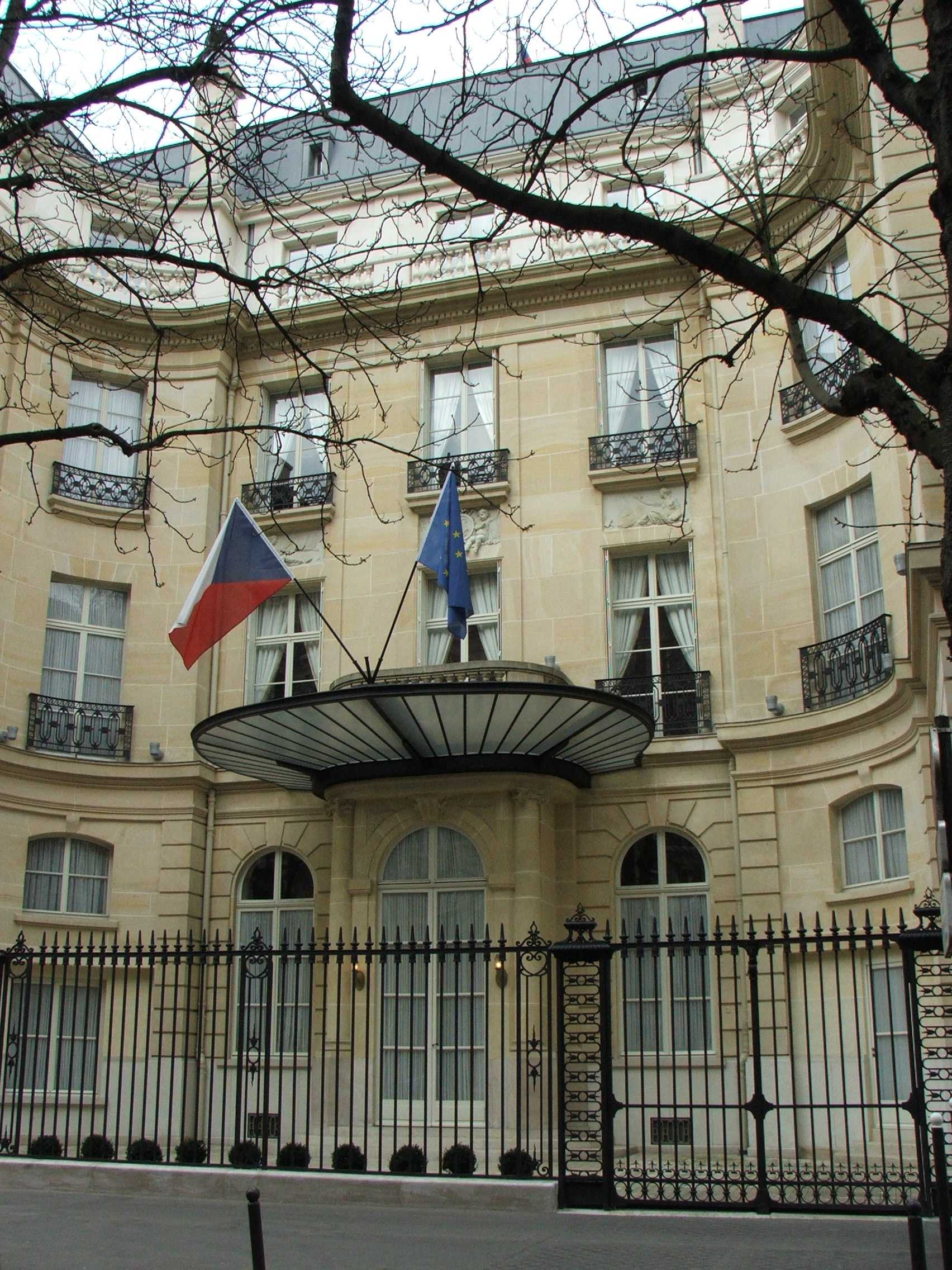
Embaixada da Chéquia em Paris

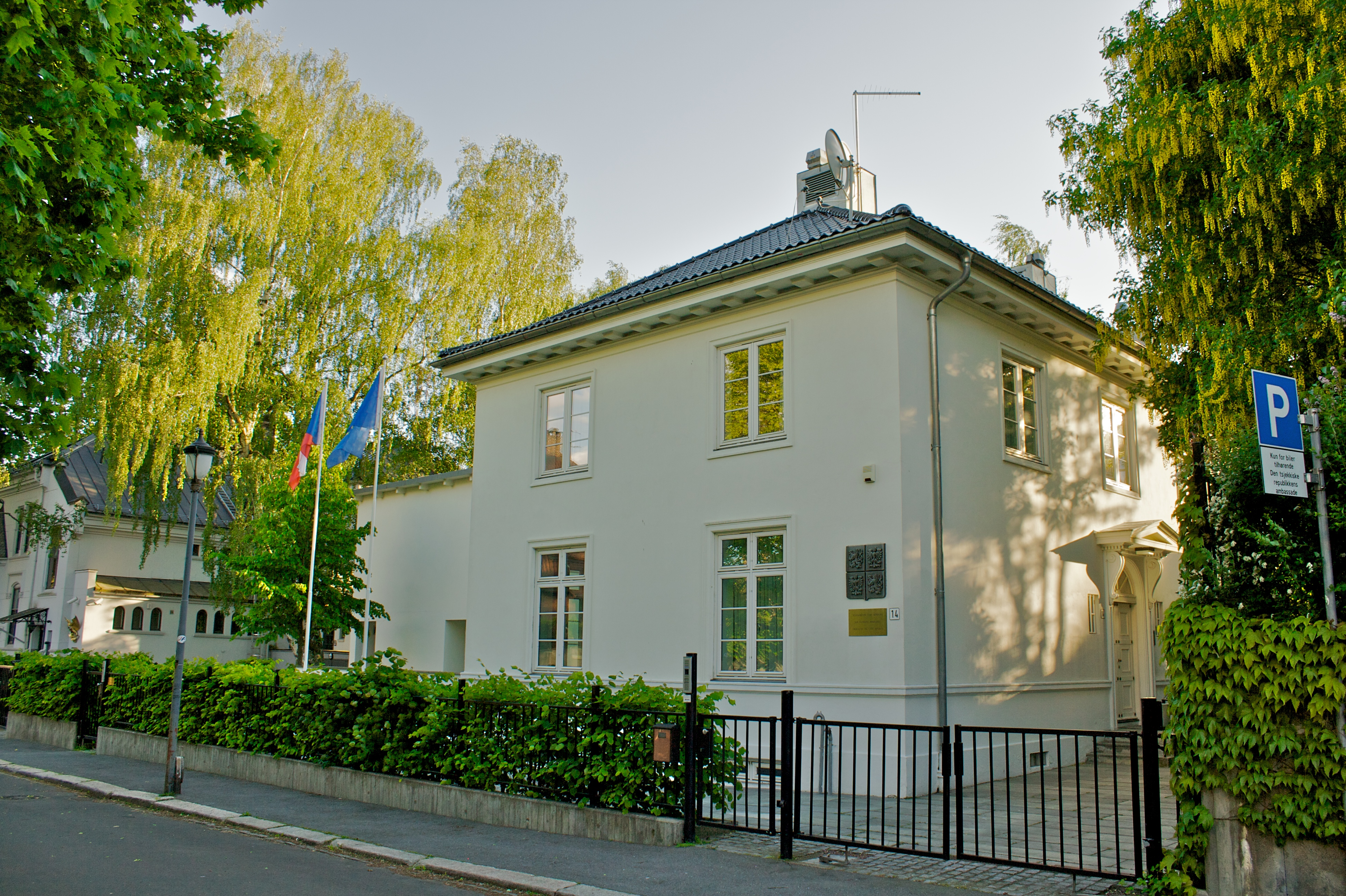
Embaixada da Chéquia em Oslo

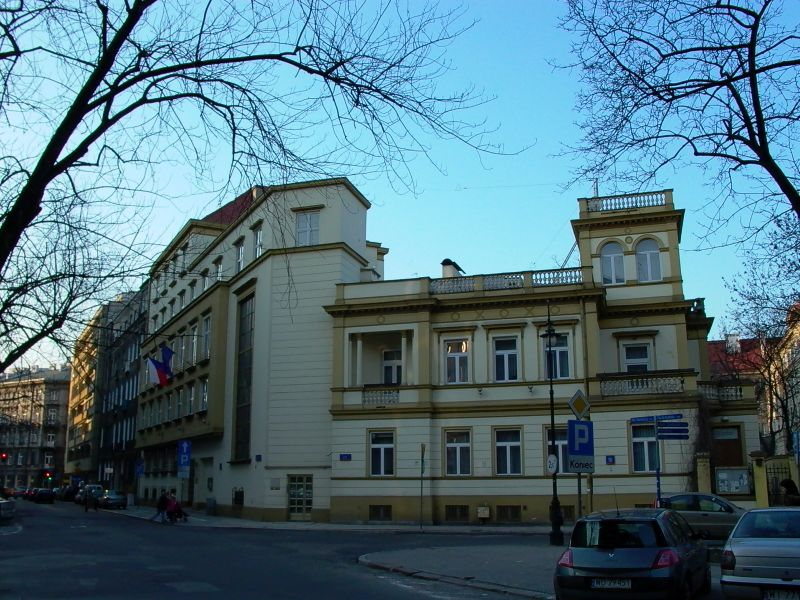
Embaixada da Chéquia em Varsóvia

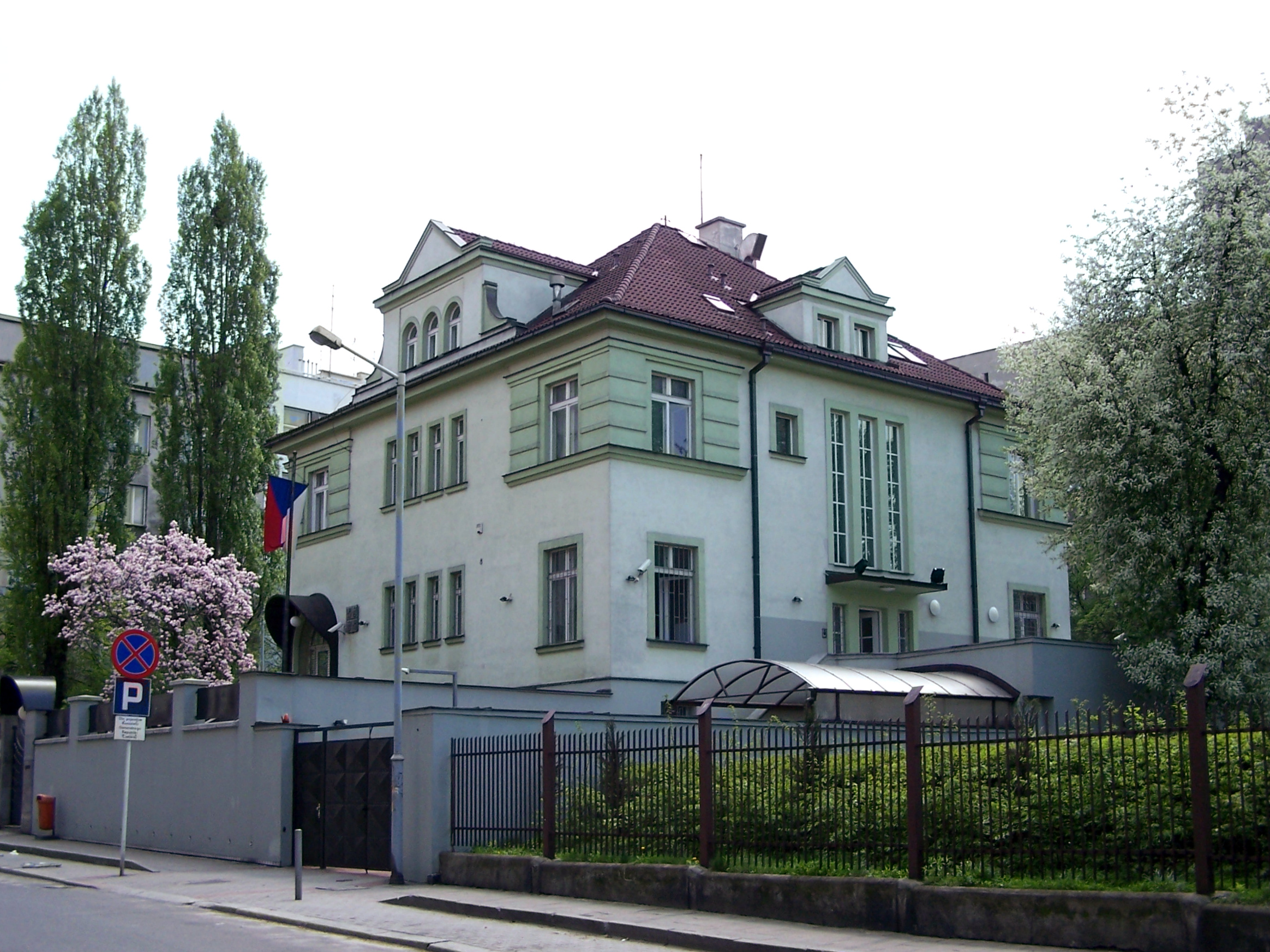
Consulado-Geral da Chéquia em Katowice

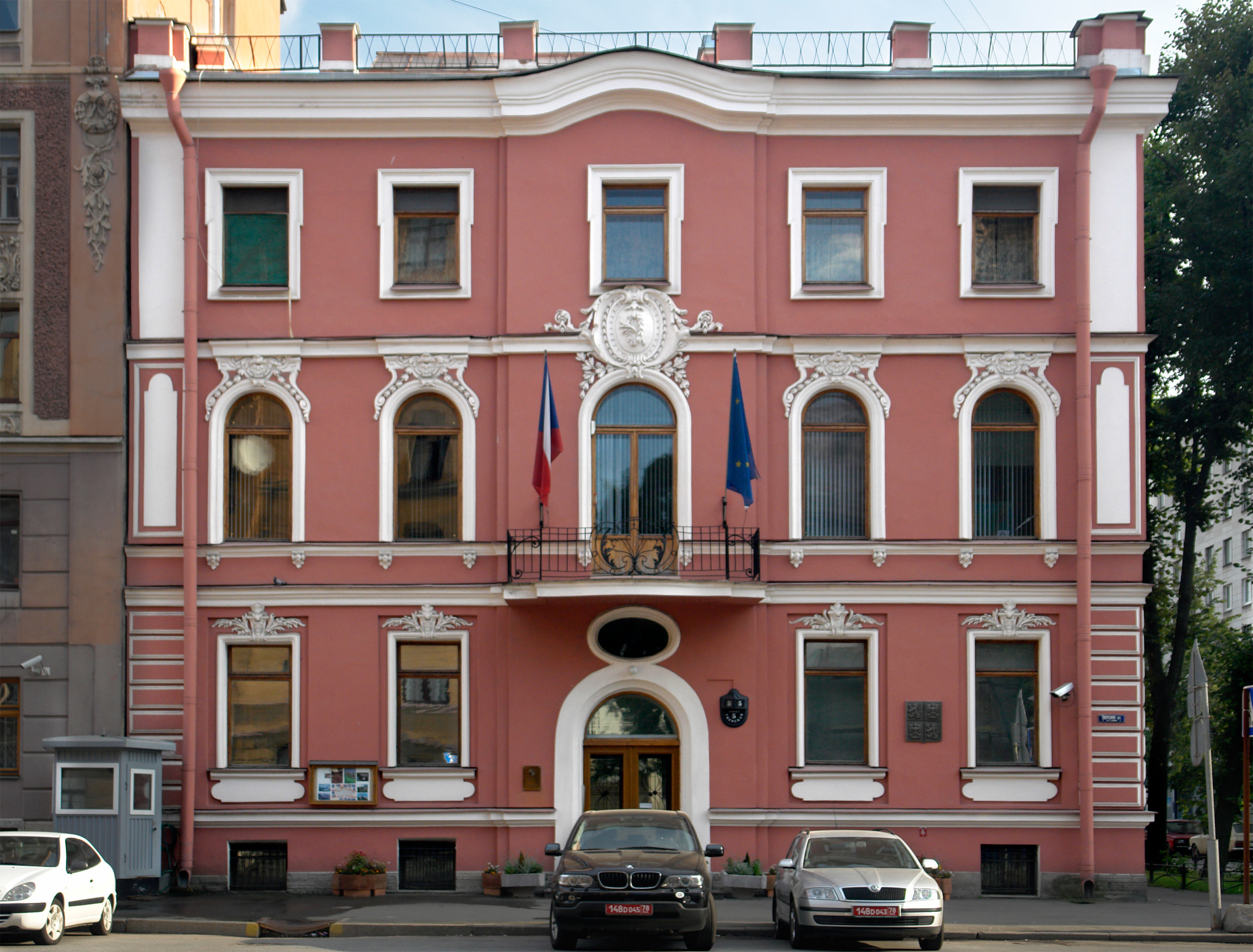
Consulado-Geral da Chéquia em São Petersburgo

Abaixo se encontram as embaixadas e consulados da Chéquia, ou Tchéquia:

## Europa
- Albânia
  - Tirana (Embaixada)
- Alemanha
  - Berlim (Embaixada)
  - Bona (Consulado-Geral)
  - Dresda (Consulado-Geral)
  - Munique (Consulado-Geral)
- Áustria
  - Viena (Embaixada)
- Azerbaijão
  - Bacu (Embaixada)
- Bélgica
  - Bruxelas (Embaixada)
- Bielorrússia
  - Minsque (Embaixada)
- Bósnia e Herzegovina
  - Saraievo (Embaixada)
- Bulgária
  - Sófia (Embaixada)
  - Burgas (Agência Consular)
- Chipre
  - Nicósia (Embaixada)
- Croácia
  - Zagrebe (Embaixada)
  - Split (Agência Consular)
  - Rijeka (Agência Consular)
- Dinamarca
  - Copenhague (Embaixada)
- Eslováquia
  - Bratislava (Embaixada)
- Eslovênia
  - Liubliana (Embaixada)
- Espanha
  - Madrid (Embaixada)
  - Barcelona (Agência Consular)
- Estónia
  - Taline (Embaixada)
- Finlândia
  - Helsinque (Embaixada)
- França
  - Paris (Embaixada)
  - Marselha (Agência Consular)
- Geórgia
  - Tbilisi (Embaixada)
- Grécia
  - Atenas (Embaixada)
- Hungria
  - Budapeste (Embaixada)
- Irlanda
  - Dublim (Embaixada)
- Itália
  - Roma (Embaixada)
  - Milão (Consulado-Geral)
  - Veneza (Agência Consular)
- Kosovo
  - Pristina (Embaixada)
- Letônia
  - Riga (Embaixada)
- Lituânia
  - Vilnius (Embaixada)
- Luxemburgo
  - Luxemburgo (Embaixada)
- Moldávia
  - Quichinau (Embaixada)
- Montenegro
  - Podgorica (Agência Consular)
- Noruega
  - Oslo (Embaixada)
- Países Baixos
  - Haia (Embaixada)
- Polónia
  - Varsóvia (Embaixada)
  - Katowice (Consulado-Geral)
- Portugal
  - Lisboa (Embaixada)
- Reino Unido
  - Londres (Embaixada)
- Roménia
  - Bucareste (Embaixada)
- Rússia
  - Moscou (Embaixada)
  - Ecaterimburgo (Consulado-Geral)
  - São Petersburgo (Consulado-Geral)
- Santa Sé
  - Cidade do Vaticano (Embaixada)
- Sérvia
  - Belgrado (Embaixada)
- Suécia
  - Estocolmo (Embaixada)
- Suíça 
  - Berna (Embaixada)
- Ucrânia
  - Quieve (Embaixada)
  - Lviv (Consulado-Geral)

## América

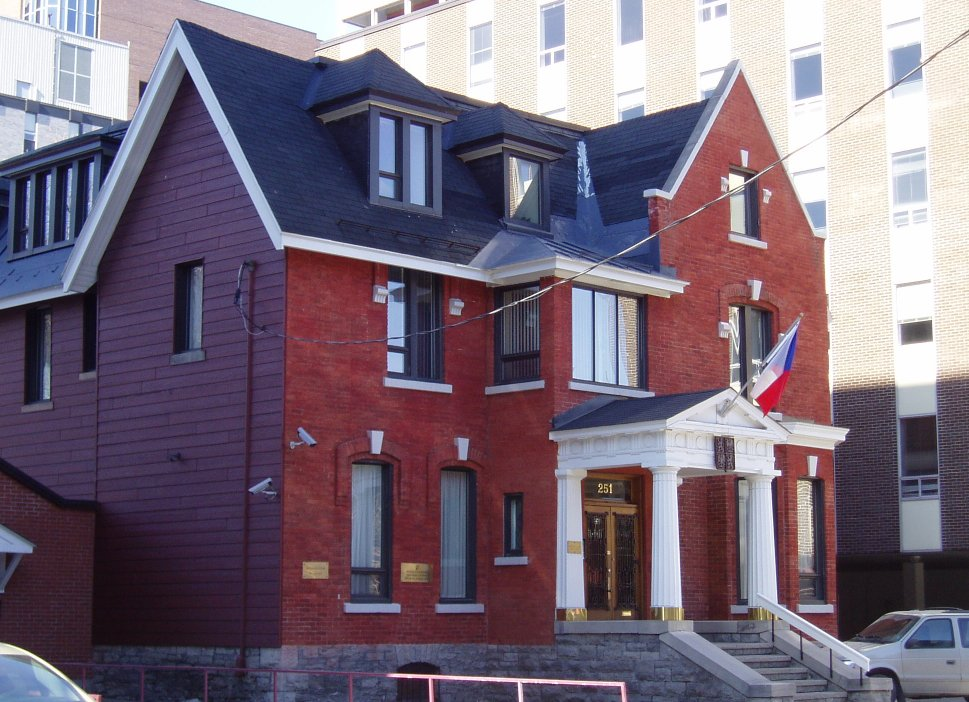
Embaixada da Chéquia em Ottawa

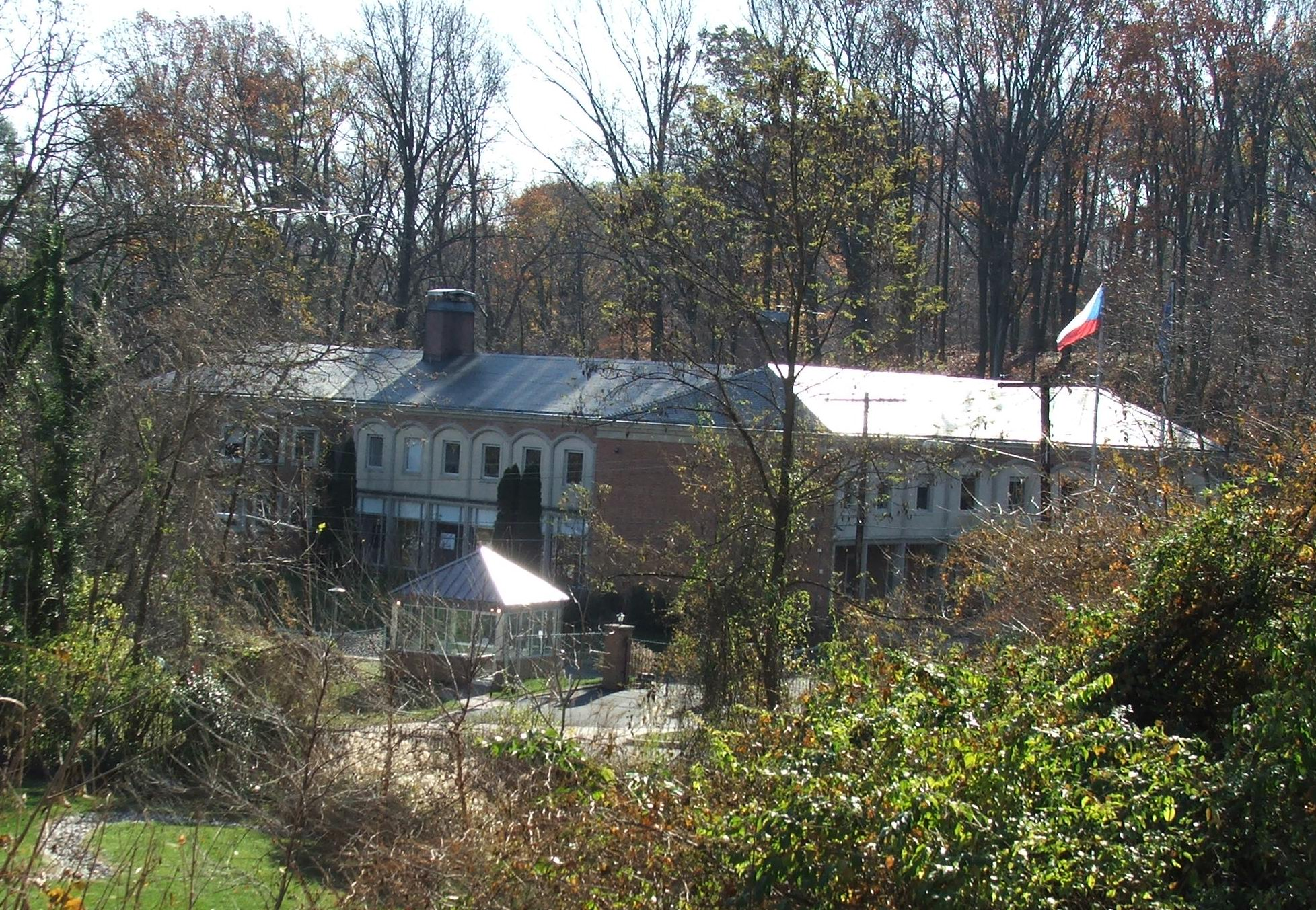
Embaixada da Chéquia em Washington, D.C

- Argentina
  - Buenos Aires (Embaixada)
- Brasil
  - Brasília (Embaixada)
  - São Paulo (Consulado-Geral)
  - Batayporã (Consulado-Honorário)
- Canadá
  - Otava (Embaixada)
  - Toronto (Consulado-Geral)
- Chile
  - Santiago (Embaixada)
- Cuba
  - Havana (Embaixada)
- Estados Unidos
  - Washington, D.C (Embaixada)
  - Chicago (Consulado-Geral)
  - Los Angeles (Consulado-Geral)
  - Nova Iorque (Consulado-Geral)
- México
  - Cidade do México (Embaixada)
- Peru
  - Lima (Embaixada)

## Oriente Médio
- Arábia Saudita
  - Riade (Embaixada)
- Emirados Árabes Unidos
  - Abu Dabi (Embaixada)
- Irão
  - Teerã (Embaixada)
- Iraque
  - Bagdá (Embaixada)
- Israel
  - Telavive (Embaixada)
- Jordânia
  - Amã (Embaixada)
- Kuwait
  - Cuaite (Embaixada)
- Líbano
  - Beirute (Embaixada)
- Palestina

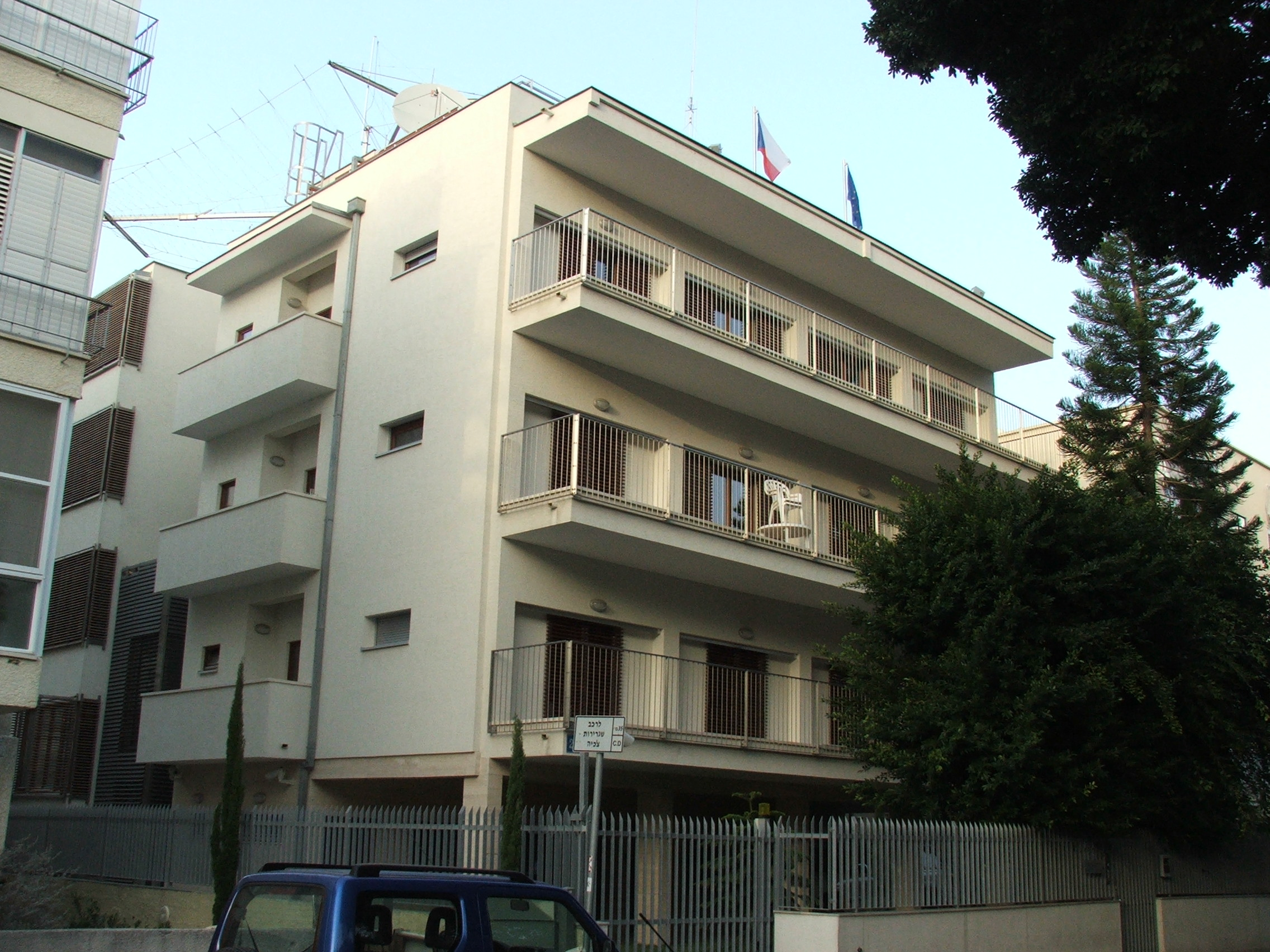
Embaixada da Chéquia em Tel Aviv

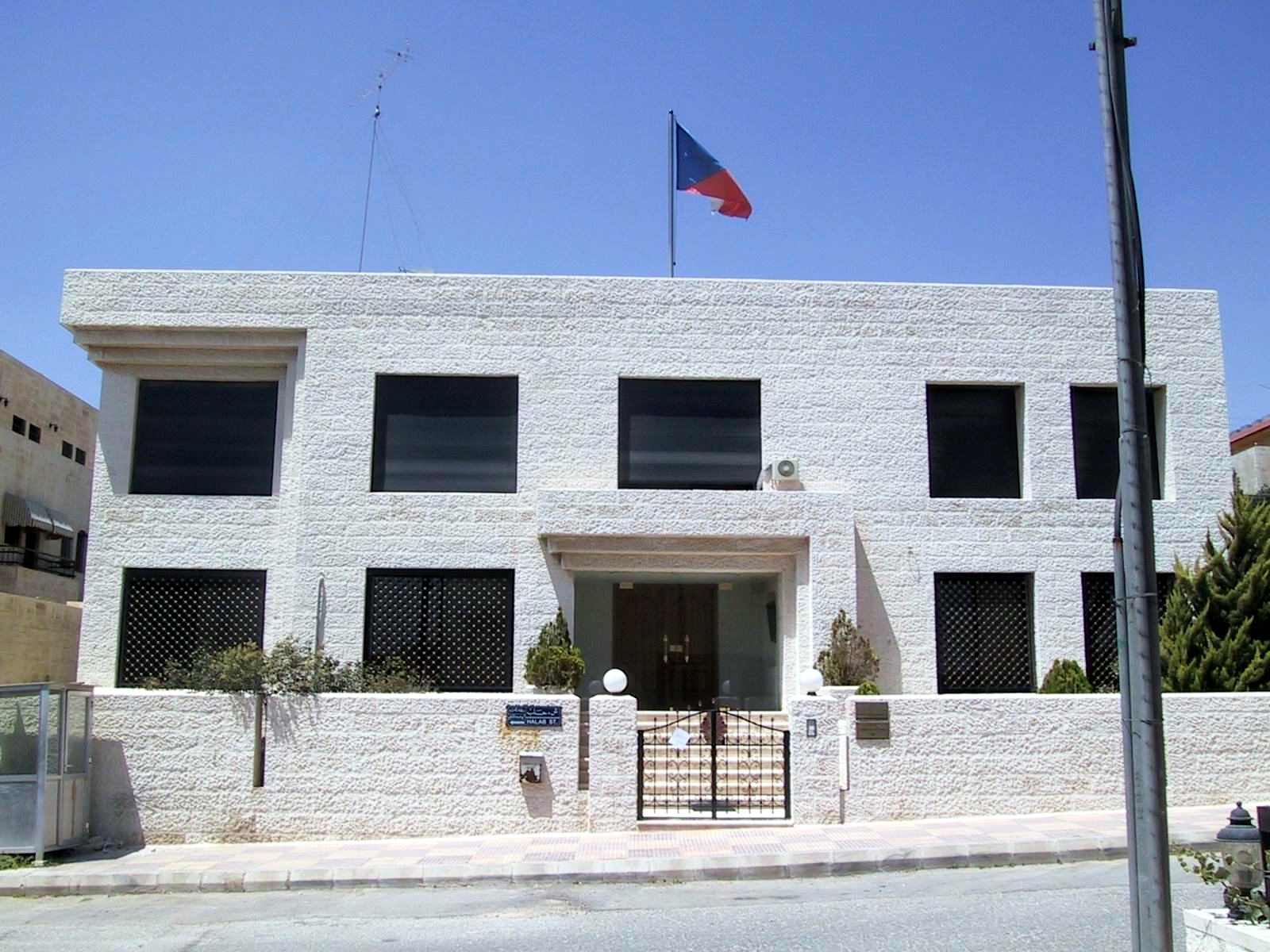
Embaixada da Chéquia em Amã

  - Ramala (Escritório de Representação)
- Síria
  - Damasco (Embaixada)
- Turquia
  - Ancara (Embaixada)
  - Istambul (Consulado-Geral)
- Iêmen
  - Sana (Embaixada)

## África
- África do Sul
  - Pretória (Embaixada)
- Argélia
  - Argel (Embaixada)
- Egito
  - Cairo (Embaixada)
- Etiópia
  - Adis Abeba (Embaixada)
- Gana
  - Acra (Embaixada)
- Líbia
  - Trípoli (Embaixada)
- Marrocos
  - Rabat (Embaixada)
- Nigéria
  - Abuja (Embaixada)
- Quênia
  - Nairóbi (Embaixada)
- Tunísia
  - Tunes (Embaixada)
- Zimbabwe
  - Harare (Embaixada)

## Ásia
- Afeganistão
  - Cabul (Embaixada)
- China
  - Pequim (Embaixada)
  - Honcongue (Consulado-Geral)
  - Xangai (Consulado-Geral)
- Coreia do Norte
  - Pyongyang (Embaixada)
- Coreia do Sul
  - Seul (Embaixada)
- Filipinas
  - Manila (Embaixada)
- Índia
  - Nova Deli (Embaixada)
  - Bombaim (Consulado-Geral)
- Indonésia
  - Jacarta (Embaixada)
- Japão
  - Tóquio (Embaixada)
- Cazaquistão
  - Astana (Embaixada)
- Malásia
  - Kuala Lumpur (Embaixada)
- Mongólia
  - Ulã Bator (Embaixada)
- Paquistão
  - Islamabade (Embaixada)
- Tailândia
  - Bancoque (Embaixada)
- Taiwan
  - Taipei (Centro Cultural)
- Vietname
  - Hanói (Embaixada)

## Oceania
- Austrália
  - Camberra (Embaixada)
  - Sydney (Consulado-Geral)

## Organizações Multilaterais
- - Bruxelas (Missão Permanente do país ante a União Europeia e OTAN)
  - Genebra (Missão Permanente do país ante as Nações Unidas e outras organizações internacionais)
  - Estrasburgo (Missão Permanente do país ante o Conselho da Europa)
  - Nairóbi (Missão Permanente da Polônia ante as Nações Unidas e outras organizações internacionais)
  - Nova Iorque (Missão Permanente do país ante as Nações Unidas)
  - Paris (Missão Permanente do país ante a OCDE e Unesco)
  - Roma (Missão Permanente do país ante a Organização das Nações Unidas para Agricultura e Alimentação)
  - Viena (Missão Permanente do país ante as Nações Unidas)